# シーチャリオット
シーチャリオットは日本の競走馬。チャリオットは戦車の意。

## 戦績
2004年9月24日の新馬戦でデビューし勝利。続く平和賞（南関東G3）も勝利するが、全日本2歳優駿でプライドキムに敗れ初めて土がつく。年明け後、準重賞の雲取賞、続く京浜盃に勝利し、勢いに乗って南関東G1の羽田盃、東京ダービーを連覇し、二冠を達成し、その圧倒的なパフォーマンスからJDD参戦予定だった中央所属・カネヒキリとの一騎討ちを期待されていた。しかし東京ダービー後骨折を発症し、ジャパンダートダービーへの出走を断念、三冠の夢は絶たれた。
復帰後初戦は京成盃グランドマイラーズ。しかし結果は4着。次走は東京大賞典であったが、主戦の内田博幸がアジュディミツオーに騎乗するため、デビュー以来初めて鞍上が佐藤隆に乗り替わる。レースは道中は中団を追走し、第4コーナー付近で一度は3番手まで上がるも、このレースで連覇を果たしたアジュディミツオーに歯が立たず、シーキングザダイヤ、タイムパラドックス、ベラージオらJRA所属の競走馬にも太刀打ちできず8着と大敗した。NARグランプリ2005サラブレッド3歳最優秀馬受賞。
その後再び故障で長期休養に入る。復帰戦は1年後の総の国オープンとなったが5着に敗れた。その後鞍上が戸崎圭太に変わって暮の大一番、東京大賞典に挑むが9着に敗れた。
2007年は報知グランプリカップから始動。しかし同厩のプライドキムに敗れ2着となった。その後JRAのマーチステークスに出走。しかし14着と大敗した。その後、大井記念では11着に敗れるものの、担当厩務員の変更、馬体の作り直しが功を奏し、帝王賞で6着に入線。復活の気配を見せた。
9月24日の日本テレビ盃4着の後、9月26日に栗東トレーニングセンター・中竹和也厩舎に転厩することが発表され、9月28日に地方競馬登録を抹消し、9月30日栗東に入厩した。転厩後は（有）ダーレー・ジャパン・ファームの所有馬となった。しかし、ダーレー・ジャパン・ファームは中央競馬の馬主登録を抹消したため、中央未出走のまま11月29日付で中央競馬の競走馬登録を抹消した。
2008年1月に古巣の船橋・川島正行厩舎に戻り、4月9日の大井・マイルグランプリに出走したが7着だった。
その後、1年2ヶ月休養し、2009年6月10日の房の国オープンで復帰したが、7着に終わった。続くゴールドカップとサンタアニタトロフィーでは共に7着に敗れた。8月26日のアフター5スター賞の11着を最後に現役を引退した。
引退後に去勢され、東京都八王子市の八王子乗馬倶楽部で乗馬として繋養されていた。2021年3月25日死亡。

## 競走成績
以下の内容は、netkeiba.comおよびJBISサーチに基づく。
| 競走日     | 競馬場 | 競走名                   | 格   | 距離 （馬場） | 頭 数 | 枠 番 | 馬 番 | オッズ （人気） | 着順 | タイム （上り3F） | 着差 | 騎手        | 斤量 [kg] | 1着馬（2着馬）         | 馬体重 [kg] |
| ---------- | ------ | ------------------------ | ---- | ------------- | ----- | ----- | ----- | --------------- | ---- | ----------------- | ---- | ----------- | --------- | ---------------------- | ----------- |
| 2004.09.24 | 船橋   | JRA認定 イ               | 新馬 | ダ1000m（重） | 7     | 4     | 4     | 001.10（1人）   | 01着 | R1:01.0（36.8）   | -1.5 | 0内田博幸   | 53        | （トシノジョイズ）     | 466         |
| 0000.10.27 | 船橋   | 平和賞                   | G3   | ダ1600m（不） | 13    | 6     | 8     | 001.90（1人）   | 01着 | R1:40.4（39.2）   | -0.9 | 0内田博幸   | 54        | （ワタリファイター）   | 470         |
| 0000.12.22 | 川崎   | 全日本2歳優駿            | GI   | ダ1600m（良） | 13    | 2     | 2     | 00 - 00（1人）  | 02着 | R1:41.4（38.9）   | -0.8 | 0内田博幸   | 54        | プライドキム           | 472         |
| 2005.02.03 | 大井   | 雲取賞                   | OP   | ダ1600m（良） | 12    | 5     | 6     | 001.40（1人）   | 01着 | R1:40.2（37.9）   | -0.4 | 0内田博幸   | 56        | （マズルブラスト）     | 488         |
| 0000.03.23 | 大井   | 京浜盃                   | G2   | ダ1700m（不） | 11    | 5     | 5     | 001.20（1人）   | 01着 | R1:46.0（37.5）   | -0.9 | 0内田博幸   | 55        | （トウケイファイヤー） | 501         |
| 0000.05.11 | 大井   | 羽田盃                   | G1   | ダ1800m（良） | 13    | 7     | 11    | 001.00（1人）   | 01着 | R1:53.5（36.8）   | -0.4 | 0内田博幸   | 56        | （メイプルエイト）     | 502         |
| 0000.06.08 | 大井   | 東京ダービー             | G1   | ダ2000m（良） | 16    | 3     | 5     | 001.00（1人）   | 01着 | R2:05.3（38.2）   | -0.8 | 0内田博幸   | 56        | （メイプルエイト）     | 502         |
| 0000.11.23 | 船橋   | 京成盃グランドマイラーズ | G3   | ダ1600m（良） | 9     | 7     | 7     | 00 - 00（1人）  | 04着 | R1:41.1（39.4）   | -0.8 | 0内田博幸   | 57        | ベルモントストーム     | 523         |
| 0000.12.29 | 大井   | 東京大賞典               | GI   | ダ2000m（良） | 15    | 1     | 1     | 00 - 00（3人）  | 08着 | R2:05.0（38.9）   | -1.9 | 0佐藤隆     | 55        | アジュディミツオー     | 518         |
| 2005.12.06 | 船橋   | 総の国オープン           | OP   | ダ1700m（稍） | 11    | 8     | 10    | 002.80（2人）   | 05着 | R1:48.1（39.4）   | -0.9 | 0内田博幸   | 56        | ゲットゥザサミット     | 529         |
| 0000.12.29 | 大井   | 東京大賞典               | GI   | ダ2000m（良） | 13    | 4     | 5     | 035.900（8人）  | 09着 | R2:06.3（40.1）   | -2.8 | 0戸崎圭太   | 57        | ブルーコンコルド       | 524         |
| 2007.02.07 | 船橋   | 報知グランプリC          | G3   | ダ1800m（良） | 10    | 3     | 3     | 005.80（2人）   | 02着 | R1:51.5（37.9）   | -0.2 | 0戸崎圭太   | 55        | プライドキム           | 527         |
| 0000.03.25 | 中山   | マーチS                  | GIII | ダ1800m（稍） | 15    | 1     | 1     | 023.3（11人）   | 14着 | R1:55.6（42.6）   | -4.2 | 0戸崎圭太   | 55        | クワイエットデイ       | 524         |
| 0000.05.23 | 大井   | 大井記念                 | SII  | ダ2600m（良） | 16    | 4     | 7     | 003.40（1人）   | 11着 | R2:49.7（39.7）   | -1.7 | 0内田博幸   | 58        | マズルブラスト         | 527         |
| 0000.06.27 | 大井   | 帝王賞                   | JpnI | ダ2000m（良） | 15    | 3     | 4     | 093.8（10人）   | 06着 | R2:05.3（38.1）   | -1.0 | 0戸崎圭太   | 57        | ボンネビルレコード     | 509         |
| 0000.08.01 | 大井   | サンタアニタT            | SIII | ダ1600m（良） | 16    | 2     | 4     | 002.10（1人）   | 02着 | R1:38.1（38.1）   | -0.1 | 0内田博幸   | 56        | ショーターザトッシ     | 507         |
| 0000.09.24 | 船橋   | 日本テレビ盃             | SIII | ダ1800m（良） | 9     | 5     | 5     | 001.70（1人）   | 04着 | R1:54.8（39.3）   | -1.8 | 0今野忠成   | 56        | ナイキアディライト     | 505         |
| 2008.04.09 | 大井   | マイルグランプリ         | SII  | ダ1600m（重） | 14    | 3     | 3     | 017.70（7人）   | 07着 | R1:40.9（39.1）   | -1.3 | 0酒井忍     | 56        | デスモゾーム           | 517         |
| 0000.06.10 | 船橋   | 房の国オープン           | OP   | ダ1800m（良） | 9     | 6     | 6     | 019.20（6人）   | 07着 | R1:58.6（44.2）   | -4.8 | 0川島正太郎 | 56        | フリートアピール       | 517         |
| 0000.07.01 | 浦和   | ゴールドC                | SIII | ダ1500m（不） | 12    | 7     | 9     | 061.10（8人）   | 07着 | R1:34.3（38.2）   | -2.2 | 0川島正太郎 | 58        | ノースダンデー         | 514         |
| 0000.07.22 | 大井   | サンタアニタT            | SIII | ダ1600m（不） | 16    | 3     | 6     | 067.8（10人）   | 07着 | R1:40.9（39.6）   | -1.1 | 0佐藤裕太   | 56        | ブルーホーク           | 505         |
| 0000.08.26 | 大井   | アフター5スター賞        | SIII | ダ1200m（良） | 13    | 8     | 13    | 008.00（6人）   | 11着 | R1:14.7（39.9）   | -2.4 | 0戸崎圭太   | 57        | ケイアイジンジン       | 510         |

## 血統表
| シーチャリオットの血統ミスタープロスペクター系 / Hasty Road4×5=9.38%、Nasrullah5×5=6.25%、Northern Dancer5×5=6.25% | シーチャリオットの血統ミスタープロスペクター系 / Hasty Road4×5=9.38%、Nasrullah5×5=6.25%、Northern Dancer5×5=6.25% | シーチャリオットの血統ミスタープロスペクター系 / Hasty Road4×5=9.38%、Nasrullah5×5=6.25%、Northern Dancer5×5=6.25% | （血統表の出典）         | （血統表の出典） |
| 父 Seeking the Gold 1985 鹿毛 アメリカ                                                                             | 父の父Mr.Prospector 1970 鹿毛                                                                                      | Raise a Native | Native Dancer            | Native Dancer    |
| 父 Seeking the Gold 1985 鹿毛 アメリカ                                                                             | 父の父Mr.Prospector 1970 鹿毛                                                                                      | Raise a Native | Raise You                |                  |
| 父 Seeking the Gold 1985 鹿毛 アメリカ                                                                             | 父の父Mr.Prospector 1970 鹿毛                                                                                      | Gold Digger | Nashua                   | Nashua           |
| 父 Seeking the Gold 1985 鹿毛 アメリカ                                                                             | 父の父Mr.Prospector 1970 鹿毛                                                                                      | Gold Digger | Sequence                 |                  |
| 父 Seeking the Gold 1985 鹿毛 アメリカ                                                                             | 父の母Con Game 1974 黒鹿毛                                                                                         | Buckpasser | Tom Fool                 | Tom Fool         |
| 父 Seeking the Gold 1985 鹿毛 アメリカ                                                                             | 父の母Con Game 1974 黒鹿毛                                                                                         | Buckpasser | Busanda                  |                  |
| 父 Seeking the Gold 1985 鹿毛 アメリカ                                                                             | 父の母Con Game 1974 黒鹿毛                                                                                         | Broadway | Hasty Road               | Hasty Road       |
| 父 Seeking the Gold 1985 鹿毛 アメリカ                                                                             | 父の母Con Game 1974 黒鹿毛                                                                                         | Broadway | Flitabout                |                  |
| 母 Neptune's Bride 1996 栗毛                                                                                       | 母の父Bering 1983 栗毛                                                                                             | Arctic Tern | Sea-Bird                 | Sea-Bird         |
| 母 Neptune's Bride 1996 栗毛                                                                                       | 母の父Bering 1983 栗毛                                                                                             | Arctic Tern | Bubbling Beauty          |                  |
| 母 Neptune's Bride 1996 栗毛                                                                                       | 母の父Bering 1983 栗毛                                                                                             | Beaune | Lyphard                  | Lyphard          |
| 母 Neptune's Bride 1996 栗毛                                                                                       | 母の父Bering 1983 栗毛                                                                                             | Beaune | Barbra                   |                  |
| 母 Neptune's Bride 1996 栗毛                                                                                       | 母の母Wedding of the Sea 1989 栗毛                                                                                 | Blushing Groom | Red God                  | Red God          |
| 母 Neptune's Bride 1996 栗毛                                                                                       | 母の母Wedding of the Sea 1989 栗毛                                                                                 | Blushing Groom | Runaway Bride            |                  |
| 母 Neptune's Bride 1996 栗毛                                                                                       | 母の母Wedding of the Sea 1989 栗毛                                                                                 | Sweet Mover | Nijinsky                 | Nijinsky         |
| 母 Neptune's Bride 1996 栗毛                                                                                       | 母の母Wedding of the Sea 1989 栗毛                                                                                 | Sweet Mover | Compassionately F-No.4-r |                  |

- 半妹Salaciaの産駒にKing of Change（2019年クイーンエリザベス2世ステークス）。
- そのほかの近親にMamool（2003年オイロパ賞、バーデン大賞）、シャケトラ（2017年日経賞ほか）、リカンカブール（2024年中山金杯）。